# Règlements de femmes à OQ Corral
Pour plus de détails, voir Fiche technique et Distribution.
Règlements de femmes à OQ Corral est un western et une comédie érotique français réalisé par Jean-Marie Pallardy en 1974 dans la foulée de L'arrière-train sifflera trois fois et inédit en salle de cinéma.

## Synopsis
Après un hold-up sanglant, une bande de gangsters s'enfuit en prenant en otages une fille de saloon et la fille d'un chasseur de primes. Une triple poursuite s'engage avec la troupe du shérif, le chasseur de primes et un mystérieux indien.

## Fiche technique
- Titre : Règlements de femmes à OQ Corral
- Titres alternatifs : Les Sept partouzards de l'Ouest, Viols dans la Sierra, Sweet Sierra, Pornowest[1] (versions incluant des inserts pornographiques)
- Réalisateur : Jean-Marie Pallardy
- Scénario : Jean-Marie Pallardy
- Musique : Eddie Warner
- Photographie : Jean-Paul Pradier
- Durée : 75 minutes

## Distribution
- Alice Arno : Nell, une prostituée de saloon
- Willeke van Ammelrooy : Gilda, une tenancière de maison de plaisir
- Jean-Marie Pallardy : L'indien mystérieux
- Gilda Arancio : Jean Malloway, la fille du chasseur de primes
- Jacques Insermini : Burke Malloway, le chasseur de primes
- Jean-Claude Strömme : Stanley
- Martine Azencot
- Véra Valmont : Maureen O'Lala
- Patricia Mionnet
- Jean Luisi : Billy le Bid
- Guy Maria
- Gilbert Servien : Okker

## Autour du film
- Le film n'a jamais été distribué en salle.
- Un remontage vidéo intégrant des encarts pornographiques (non tournés par le réalisateur) a été distribué en VHS en 1978 sous le titre : Les Sept Partouzards de l'Ouest
- Les éditions Le Chat qui fume ont sorti en 2008 une version en DVD entièrement remastérisée remaniant le montage original de Jean-Marie Pallardy